# Prémios e homenagens de Elvis Presley
Lista com os prêmios e/ou indicações, como também as homenagens recebidas por Elvis Presley em vida ou in memorian, tanto por sua carreira no cinema, música e televisão.

## Álbuns

### Estados Unidos
- Ouro: 68 - Álbuns (CD e LP), Singles, EP
- Platina: 49 - Álbuns (CD e LP), Singles, EP
- Multi-Platina: 33 - Álbuns (CD e LP), Singles, EP

Obs: Total de 150 nos Estados Unidos (Dados oficiais da RIAA - Recording Industry Association of America Janeiro de 2006).

## Videos e DVDs

### Estados Unidos
- Comeback Special (NBC) - (VHS) - Ouro - (1985)
- The Great Performance Vol.1 (VHS) - Platina - (1990)
- The Great Performance Vol.2 (VHS) - Multi-Platina - (1990)
- The Lost Performance (VHS) - Platina - (1992)
- He Touched Me Vol.1(Gospel) (VHS) - Ouro - (1999)
- He Touched Me Vol.2(Gospel) (VHS) - Ouro - (1999)
- A Little Less Conversation (Video Clipe) (DVD) - Multi-Platina - (2003)
- Comeback Special (NBC) - (DVD) - Multi-Platina - (2004)
- Aloha From Hawaii - (DVD) - Platina - (2004)
- Elvis By The Presleys - (DVD) - Multi-Platina - (2005)

## Grammy

### Premiações
- 1967 -  Melhor Performance de Música Sacra - How Great Thou Art
- 1972 -  Melhor Performance Inspirativa - He Touched Me
- 1974 -  Melhor Performance Inspirativa - How Great Thou Art - Álbum (Elvis as Recorded Live on Stage in Memphis)

### Indicações
- 1959 - Gravação do Ano - A Fool Such As I
- 1959 - Melhor Performance - A Big Hunk O’Love
- 1959 - Melhor Performance de Rhythm & Blues - A Big Hunk O’Love
- 1960 - Gravação do Ano - Are You Lonesome Tonight?
- 1960 - Melhor Performance Vocal de um Artista Solo - Are You Lonesome Tonight?
- 1960 - Melhor Performance de um Artista Solo - Are You Lonesome Tonight?
- 1960 - Melhor Álbum de Performance Masculina - G.I. Blues
- 1960 - Melhor Álbum de Trilha Sonora - G.I. Blues
- 1961 - Melhor Álbum de Trilha Sonora - Blue Hawaií
- 1968 - Melhor Performance Sacra - You'll Never Walk Alone
- 1978 - Melhor Performance Vocal Country - Softly As I Leave You

### Canções no hall da fama do Grammy
- Hound Dog (1956) (1988)
- Heartbreak Hotel (1956) (1995)
- That's All Right Mama (1954) (1998)
- Suspicious Minds (1969) (1999)
- Don't Be Cruel (1956) (2002)
- Are You Lonesome Tonight (1960) (2007)

## Canções no hall da fama do rock
- That's All Right Mama (1954)
- Mystery Train (1955)
- Heartbreak Hotel (1956)
- Love Me Tender (1956)
- Jailhouse Rock (1957)
- Suspicious Minds (1969)

## Diversos
- Globo de Ouro de melhor documentário em 1972 por "Elvis On Tour" - Direção musical: Elvis Presley
- Uma das 10 pessoas mais importantes da américa em 1970 pela "Câmara Júnior de Comércio estadunidense".
- Prêmio Grammy Lifetime Achievement Award (Conjunto da Obra) concedido pelo Grammy (Antigo Prêmio Bing Crosby) em 1971.
- Prêmio por mérito (Conjunto da Obra) concedido pela "American Music Awards" em 1987.
- Prêmio "W. C. Handy" da "Fundação do Blues" de Memphis reconhecendo sua importância no Blues em 1984.
- Prêmio concedido pela "Acadêmia de Música Country" em 1984.
- O filme Jailhouse Rock é incluído no "Registro Nacional de Filmes" (National Film Registry) dos Estados Unidos em 2004.[4]
- Prêmio "Las Vegas Entertainment" como a maior estrela musical masculina em votação realizada em 1977. O prêmio foi dado pela "Acadêmia de Variedades e Artistas de Cabaré".
- Cinturão de ouro "World’s Championship Attendance Record" em 1969 por quebrar todos os recordes de público em Las Vegas.
- Indicado ao CableACE Awards em 1985 de melhor performance em especial musical, por "Elvis: One Night with You" de 1984 - cenas inéditas do especial gravado em 1968 para a NBC que não foram ao ar na época.
- Vencedor do Laurel Awards de melhor performance musical masculina em 1966, por "Tickle Me" (1965).
- Indicado ao Laurel Awards como melhor performance musical masculina em 1965, por "Viva Las Vegas" (1964).
- Indicado ao Laurel Awards como melhor performance musical masculina em 1963, por "Girls! Girls! Girls!" (1962).
- Indicado ao Laurel Awards em 1966 como melhor estrela masculina.
- Indicado ao Laurel Awards em 1964 como melhor estrela masculina.
- Indicado ao Laurel Awards em 1963 como melhor estrela masculina.

## Halls da fama da música
- Rock (1986) [5]
- Rockabilly (1997) [6]
- Country (1998) [7]
- Gospel (2001) [8]
- Música Britânica (2004) [9]

## Estátuas
- Memphis - Duas[10]
- Las Vegas - Uma[10]
- Tupelo/Mississipi - Quatro[10]
- Tóquio - Uma[10]
- Shreveport/Louisiana - Uma [11]
- Hawaii - Uma [12]
- Londres - Uma[13]
- Jerusalém - Duas[14]

Total - 10

## Estrelas na calçada da fama
- Hollywood Boulevard 6777[15]
- Palm Springs - Califórnia[16]

## Outros
- In the Ghetto (Mac Davis) - indicada ao Grammy na categoria de melhor canção contemporânea. Performance de Elvis Presley de 1969;
- Concedido a Elvis Presley pela "Society of Arts Academy Honours" o prêmio "HSAA" por sua contribuição na música e no cinema.[17]
- Museu de cera de Hollywood - Hollywood Boulevard 6767[18]
- Elvis presente no Museu alemão do Pop/Rock a partir de 2004 na cidade de Gronau.
- Calçada da fama do Rock em Hollywood - Sunset Boulevard 7425[19]
- "The Guinness World of Records Museum" - Hollywood Boulevard 6764 - Artista solo de maior sucesso.[20]
- Museus em homenagem a Elvis em Las Vegas,[21] Tupelo[22] e Memphis(2).[23]
- Em junho de 1971, uma longa parte da "Estrada Highway 51 South", que passa em frente a Graceland, foi oficialmente renomeada "Elvis Presley Boulevard". A placa com o novo nome só apareceu em janeiro de 1972.
- Graceland foi reconhecida pelo "Patrimônio Histórico dos Estados Unidos" (national register of historic places) em 1991. Já em 2006, a famosa residência foi designada como "Lugar Histórico Americano (national historic landmark)" pelo ministro do interior dos Estados Unidos. A mansão recebe 600 mil pessoas por ano, sendo a segunda residência mais visitada, só atrás da Casa Branca.
- O compacto duplo (EP) do filme "Jailhouse Rock" (5 canções) é o mais vendido da história. O EP vendeu por volta de 2 milhões de cópias nos Estados Unidos, já o single (compacto simples) "Jailhouse Rock/Treat Me Nice" vendeu por volta de 3 milhões nos Estados Unidos.
- Elvis foi homenageado na Alemanha com uma espécie de "memorial" na cidade de Bad Nauheim onde ele prestou serviço militar.[24]
- Elvis foi homenageado na Nova Zelândia com uma espécie de "memorial" na cidade de Auckland.[25]
- Homenagem de fãs em Indianápolis, cidade onde Elvis realizou seu último show em 26 de junho de 1977, com uma "placa de bronze".[26]
- Homenagem a Elvis Presley em Memphis por sua ajuda ao hospital do câncer. O nome do hospital é "Elvis Presley Memorial Trauma Center".[27]
- Cirque du Soleil estrea novo espetaculo chamado VIVA Elvis,no CityCenter Las Vegas no Aria Cassino e Resort,no teatro do Cirque du Soleil